# Cruz de los Jóvenes
La Cruz de la Jornada Mundial de la Juventud, más conocida como Cruz de los Jóvenes, es un crucifijo de madera itinerante que va viajando por distintos países desde el año 1984. Fue entregada a los jóvenes católicos por el papa Juan Pablo II al finalizar el Año Santo con las palabras «Llevadla por el mundo como signo del amor del Señor Jesús».
Se llama también por distintos nombres: Cruz del Año Santo, Cruz del Jubileo, Cruz de la JMJ, Cruz peregrina o la Cruz de los jóvenes, y es uno de los símbolos de la Jornada Mundial de la Juventud, junto con el Icono de María.

## Historia

### Inscripción

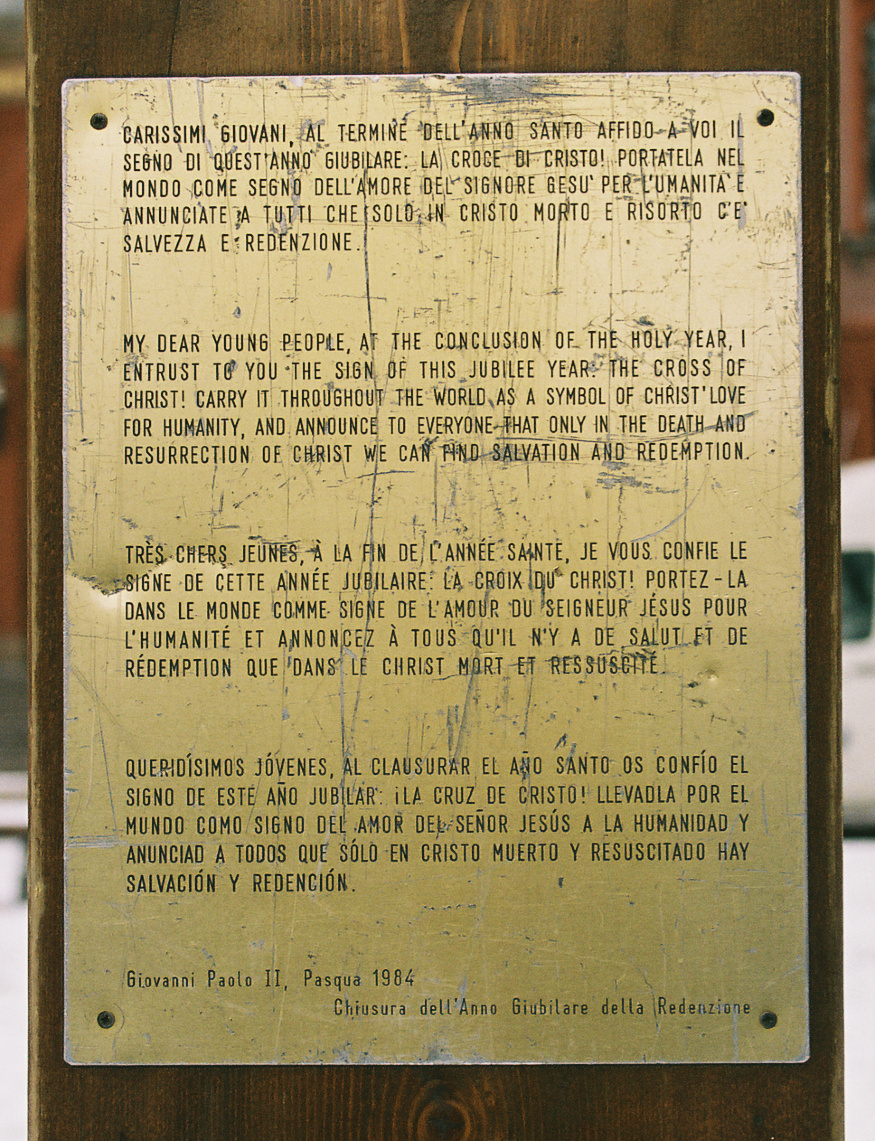
Inscripción en la Cruz de los Jóvenes

La traducción de la inscripción en la Cruz de los Jóvenes de la JMJ es:
"Queridos jóvenes, al final del Año Santo, os encomiendo a la naturaleza de la Jubilar: ¡la Cruz de Cristo! Llevadla al mundo como un símbolo del amor de Cristo a la gente y predicar a todo el mundo que sólo podemos por la muerte y resurrección de Cristo hay salvación y redención.
Juan Pablo II, la Pascua de 1984, la culminación del Año Jubilar de la Redención "
En la cruz original, que es a partir de 1995 debido a su mal estado ya no es usado alrededor del mundo, hay una inscripción un poco diferente. No es de los actuales caracteres ("Il segno stesso", "el signo", "Le signe même" o "El Signo mismo") se ha mencionado. Además, también existe el texto en alemán y polaco.
El texto de la versión alemana es la siguiente: "Queridos jóvenes! Al final del Año Santo, os confío el signo real de este Año Jubilar: ¡la Cruz de Cristo! Llevadla al mundo como signo del amor de nuestro Señor Jesucristo para la humanidad, y anunciad a todos que es la muerte y resurrección de Cristo, la salvación y la redención. "

### Itinerario
- 1984 - Al finalizar el Año Santo, se entrega la cruz a los jóvenes del mundo.
- 1985 - Al oír las noticias de los primeros viajes de la Cruz, el papa Juan Pablo II pide que sea llevada a Praga, entonces todavía tras el telón de acero. Ese año se celebraba el Año Internacional de la Juventud de la ONU, y el Domingo de Ramos 300.000 jóvenes participaron en un encuentro con el Papa en San Pedro. En diciembre, se anunció la institución de las Jornadas Mundiales de la Juventud cada Domingo de Ramos.
- 1987 - Se celebra la primera JMJ fuera de Roma, en la que la cruz viaja hasta Buenos Aires.
- 1990 - La Cruz fue llevada a la V JMJ de la diócesis de Roma, el Domingo de Ramos.
- 1989 - La Cruz visita España, para la JMJ de Santiago de Compostela.
- 1991 - La Cruz visita Polonia, para la JMJ de Czestochowa. Con ocasión de la VI Jornada Mundial de la Juventud, la Cruz fue con los jóvenes a Czestochowa, en Polonia.
- 1992 - La Cruz es confiada por primera vez a los jóvenes de la diócesis que será sede de la próxima JMJ (Denver, Estados Unidos); también visita Australia por primera vez.
- 2002 - Haciendo un alto en su peregrinación por Canadá, la Cruz de los jóvenes visita la zona cero de Nueva York. Fue llevada desde Montreal a Toronto a pie, en un trayecto que duró 43 días.[4]
- 2003 - Al final de la Misa de Ramos en la que los jóvenes canadienses se la entregaron a los alemanes para la JMJ de Colonia, el Papa les entregó también una copia del icono de María, Salus Populi Romani, y desde entonces peregrinan juntos la Cruz y el Icono.
- 2006-2007 - Antes de llegar a Australia para la JMJ de 2008, la Cruz y el Icono recorrieron varios países de Asia, África y Europa.
- 2008-2010 - La Cruz ha peregrinado por diferentes lugares como en Aquila (Italia) tras el terremoto que asoló la Región de los Abruzzos. Durante la celebración en la Plaza de San Pedro del domingo de Ramos en 2009, Benedicto XVI entregó la Cruz y el icono de la JMJ a los jóvenes madrileños, que peregrinaron hasta allí para la ocasión, peregrinando desde entonces las diócesis españolas hasta su llegada a Madrid para las JMJ.
- 2011- En la misa de envío de las JMJ de Madrid el Papa entregó la cruz y el icono a jóvenes brasileños que emprendieron la peregrinación que concluirá en Río de Janeiro en 2013.[5]
- 2012-2013 - La Cruz ha continuado peregrinando por las diócesis de Brasil desde la llegada a Río de Janeiro, también ha visitado países vecinos como Paraguay, Uruguay, Argentina y Bolivia para regresar a Río de Janeiro en julio y ser parte de la XXVIII Jornada Mundial de la Juventud.
- 2014-2016 - La Cruz y el icono ahora están de gira por diferentes partes de Polonia en su camino a Cracovia en 2016, será visitar otros países europeos como República Checa, Eslovaquia, Hungría, Rumania, Bielorrusia, Letonia, Lituania y Ucrania.
- 2017 - La Cruz, junto con el Icono de María, comenzó una gira en Panamá, previa a la Jornada Mundial de la Juventud 2019.  La misma se extenderá por Centroamérica y el Caribe. 
  1. agosto 18 a enero 21 - Panamá
  2. 1 julio a agosto 18 Costa Rica
  3. agosto 23 a octubre 10 - México
  4. octubre 11 a noviembre 10 - Cuba
  5. noviembre 11 a noviembre 24 - Haití
  6. noviembre 25 a diciembre 13 - República Dominicana
  7. diciembre 14 a diciembre 30 - Puerto Rico
- 2018 - La Cruz junto al icono de la Salus Populi Romani continúan por
  1. marzo 21 a marzo 31 - El Salvador
  2. agosto 19 a agosto 26 - Estados Unidos
  3. noviembre 15 a noviembre 20 - Venezuela